# 多功乡
多功乡，是中华人民共和国四川省雅安市天全县曾经下辖的一个乡。2019年12月，撤销多功乡，将原多功乡多功村、半沟村、罗代村所属行政区域划归始阳镇管辖，将原多功乡仁义村所属行政区域划归乐英乡管辖。

## 行政区划
多功乡撤销前下辖以下地区：
多功村、半沟村、罗代村和仁义村。